# Akustische Wolke
Die akustische Wolke ist nach John Tyndall eine durch Feuchtigkeits- oder Temperaturunterschiede bedingte Dichteänderung der Luft, die sich durch Reflexion oder Ablenkung des Schalls bemerkbar macht, siehe Schallausbreitung.
Solche Dichteänderungen der Luft verändern auch die Fortpflanzungsrichtung des Lichts, weshalb akustische Wolken zugleich optische Erscheinungen wie die Fata Morgana hervorrufen können.
Der Begriff fand vor allem im 19. Jahrhundert Verwendung, heute ist er unüblich geworden.